# 梅花堂薬品
梅花堂薬品株式会社（ばいかどうやくひん）は、かつて存在した医薬品卸売業をしていた企業。本社を高知県高知市に置く。大正時代からの「桂会」のメンバーで高知県の薬種商の老舗であった。
現在は東邦薬品グループの一社「幸燿」である。

## 概要
- 代表取締役社長 鶴見宗昭
- 代表取締役会長 正木応男

## 大株主
- 塩野義製薬
- 正木淳太郎
- 正木応男

## 沿革
- 1884年（明治17年）-「正木梅花堂薬輔」を創業
- 1946年（昭和21年）11月 - 正木梅花堂薬局・卸部を分離し、資本金200万円で梅花堂薬品株式会社を創業
- 1963年（昭和38年）6月 - 大塚製薬と全国の主要卸業者が出資し、東京都に大鵬薬品工業株式会社が設立される。大鵬薬品は1県1社代理店制度を採り、高知地区は同社が独占販売契約を締結。
- 2002年（平成14年）4月 - オオモリ薬品四国株式会社・讃岐薬品株式会社と合併し、株式会社幸燿に商号変更

## 営業所
- 高知県：高知市・安芸市・中村市・高岡郡

## 主な取引メーカー
- 塩野義製薬
- 大塚製薬
- 大鵬薬品工業
- 大日本製薬（現・大日本住友製薬）
- キッセイ薬品工業
- 旭化成
- 興和新薬
- 東京田辺製薬（現・田辺三菱製薬）